# Val Foxi
La Val Foxi è la valle del torrente Foxi e congiunge Vallarsa con il Pasubio.

## Geografia
Il centro più importante della valle è Foxi, frazione di Vallarsa. Il territorio è una delle valli del Leno, ed appartiene alla sua sponda destra con Parrocchia, Anghebeni, Zocchio, Valmorbia ed altri centri.

## Origine del nome
I nomi Foxi e Fòchesi hanno origini antiche e non del tutto certe inoltre il cognome è spesso legato al luogo geografivo. Viene citata una famiglia Fuxi da Joseph Sperges, è noto un certo Gaspar Fuxus, si citano terreni in manso Fuxorum. Vengono ricordati certi Fochesati originari del venosese e anche il termine Fuchs, di origine germanica per indicare il colore dei capelli rossi, come il pelo della volpe. Nel 1560 sono citati alcuni Foches originari di Roveda.

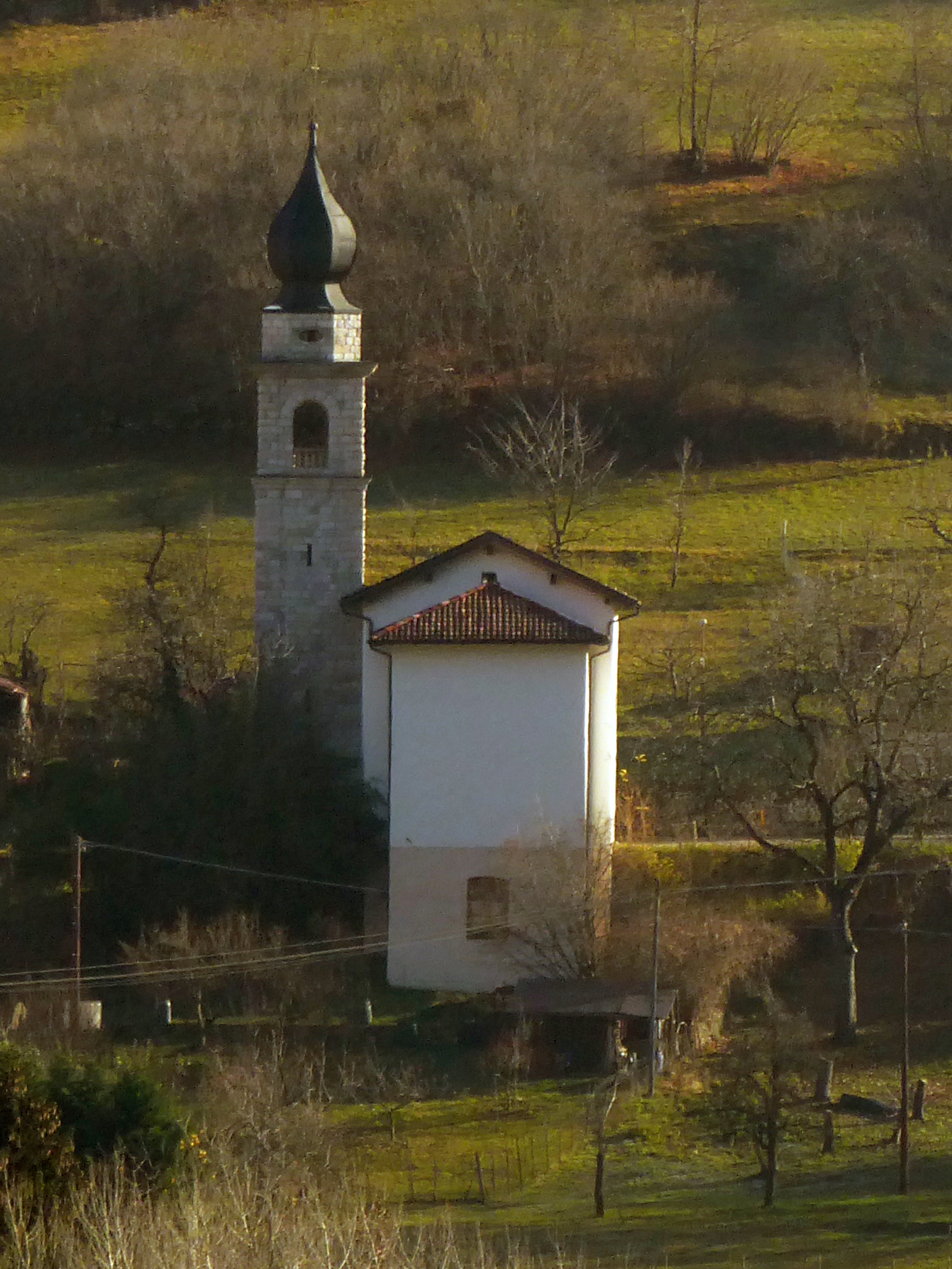
Foxi, chiesa di San Rocco vista da Aste

## Storia
Per un certo periodo l'intero territorio della Vallarsa fece parte dei Domini di Terraferma della Repubblica di Venezia ma nel 1508 divenne parte della Contea del Tirolo.
L'intera zona fu teatro di scontri durante la prima guerra mondiale. Proseguendo dalla strada che parte da Foxi è possibile raggiungere Monte Corno Battisti, dove furono catturati Cesare Battisti e Fabio Filzi durante la battaglia del Monte Corno. Altri punti che ebbero importanza strategica durante il primo conflitto mondiale furono monte Trappola e la bocchetta dei Foxi. In periodo bellico venne costruita una funivia per il trasporto di viveri e munizioni ai militari austriaci sul monte Pasubio.

## Luoghi d'interesse
Nella piccola valle laterale del Leno si trova il centro di Foxi con la chiesa di San Rocco risalente al XIX secolo. Sul suo portale di accesso si legge Ai 26 del mese di Luglio - dell'anno di grazia 1855 - il vicinato dei Foxi per voto - eresse a onor di San Rocco - questa chiesa - capo del rione - Domenico Fox.

## Economia
La prima parte della valle sino agli anni cinquanta aveva molti terrazzamenti per le vigne. In seguito parte dell'utilizzo agricolo è stato abbandonato e la vegetazione boschiva si è diffusa maggiormente. Attività economiche di rilievo non sono più presenti e si verifica un forte pendolarismo verso la zona di Rovereto e della Vallagarina, unita ad uno spopolamento demografico. Si registra turismo di transito per la presenza nelle vicinanze di luoghi di valenza storica.